# トラカエレル
トラカエレル（Tlacaelel、? - 1487年没）は、テノチティトランの初代シワコアトル（宰相）。アステカ三国同盟（アステカ帝国）の創立以来、トラトアニ（アステカの皇帝）と並ぶ2人の君主としてテノチティトランを治めた。

## 生涯
トラカエレルはテノチティトランの第2代トラトアニであるウィツィリウィトルの子であり、第3代のチマルポポカや第5代のモクテスマ1世とは異母兄弟にあたる。伝説によると、トラカエレルはモクテスマ1世と同じ日に生まれたとされる。
シワコアトルという役職は、第4代トラトアニのイツコアトルの時代に作られ、トラカエレルがその役職についた。
当時のテノチティトランはテパネカの中心都市アスカポツァルコに従属していたが、テソソモクなきあと新たにアスカポツァルコのトラトアニに即位したマシュトラとテノチティトランは対立関係にあった。イツコアトル、トラカエレル、および後にトラトアニになるモクテスマ1世の3人は協力し、アスカポツァルコからの独立を企てた。イツコアトルは同様にアステポツァルコと対立していたテスココのネサワルコヨトルと同盟を結び、アスカポツァルコと戦ってこれを滅ぼした。
トラカエレルは長命であり、続くモクテスマ1世、アシャヤカトル、ティソクの時代にもシワコアトルであり続けた。兄のモクテスマ1世がトラトアニであった時代にはとりわけトラカエレルの権力が強かった。トラカエレルは内政のみならず、軍事参謀としても働き、アシャヤカトルやティソクが若いころは助言を行った。トラトアニとシワコアトルはともに君主であったが、外交に関する王であるトラトアニが町から離れることが多いのに対し、内政に関する王であるシワコアトルが町から離れることはめったになかった。特にトラトアニが不在のときはシワコアトルが町を統治し、賓客との応接、祭祀、裁判などを行った。
伝承によれば、1486年のティソクの没後、人々はトラカエレルを新たなトラトアニに選ぼうとしたが、トラカエレルはティソクの弟のアウィツォトルを選び、自分は彼に王としての教育を施そうとしたという。トラカエレルは翌1487年に没した。

## 子孫
『チマルパイン文書』によれば、トラカエレルにはカカマ（カカマツィン）、トリルポトンキ（トリルポトンカツィン）、トヤオツィンの3人の有名な息子があった。
長男のカカマはトラコチカルカトル（将軍）だった。カカマには12人の子があったが、一番上の子供は女性で、テスココのトラトアニであるネサワルピリと結婚し、やはりカカマという名の子を生んだ。カカマは父をついでテスココのトラトアニに即位した。次の子は祖父と同じトラカエレルという名前で、トリルポトンキをついで第3代シワコアトルになった（在位1503-1520）。3番目の子はチクェイ・アショチツィンといって優れた戦士だった。
次男のトリルポトンキは父を継承して第2代シワコアトルの職につき、17年にわたってその位にあったが、1503年に死んだ。彼の娘はモクテスマ2世の妻になって2人の娘を生んだ。
トラカエレルの孫のトラコツィンは最後のシワコアトルであり、アステカ最後の皇帝であるクアウテモクとともに1521年にシワコアトルに選ばれた。トラコツィンはクアウテモクとともにエルナン・コルテスのホンジュラス遠征に同行させられた。クアウテモクが反乱の疑いによって処刑された後、コルテスはトラコツィンをトラトアニに選んだ。トラコツィンはキリスト教に改宗してフアン・ベラスケスの名を得た。しかし、遠征から帰国する前、1526年に病死した。